# Ронгсанлем
Ронгсанлем, Ронгсамлем (кхмер. កោះរុងសន្លឹម), также Кох Ронг Санлое́м, реже Као Рон Санлое́м — третий по величине остров Камбоджи, расположенный в Сиамском заливе в 23 километрах от курортного города Сиануквиль. Название острова Самлое́м (кхмер. រុងសន្លឹម) можно перевести, как трудно различимый.
В непосредственной близости от Ронгсанлема расположен остров Кон. В 4 километрах севернее через пролив — острова Ронг и Кох Туть, на северо-востоке — два острова-близнеца Кох Бонг Пун (или Кох Сонг Са). Эти пять островов образуют административный район Кох Ронг и входят в 5-ю коммуну округа Миттакфип провинции Кампонгсаом.
С недавнего времени наряду с соседним Ронгом, остров превратился в популярное место для индивидуальных туристов. Для крошечного населения Ронгсанлема туристический сектор является основным источником дохода.

## География
Во многом Ронгсанлема напоминает своего северного «брата» — остров Ронг. Сложенный коренными породами остров имеет преимущественно холмистый рельеф с несколькими горами умеренного размера. Остров практически полностью покрыт густыми джунглями. Береговая линия представляет собой пляжи отделенные друг от друга каменными утесами. На западном побережье расположено три больших пляжа. Восточное побережье, обращенное к материку, меньше подвергается воздействию муссонов и характеризуется наличием заливов и мысов. Наиболее живописным местом острова является закрытая Бухта Сарацин (англ. Saracen Bay) имеющая форму полумесяца с внутренним диаметром 3 километра. Бухта названа в честь британского исследовательского корабля Сарацин.

## Поселения и инфраструктура
На острове расположено 3 небольшие рыбацкие деревни: (кхмер. ម្ភៃបីនាក់) Ма-Пхэй Бай — Двадцать три, (кхмер. ភូមិកងដូនកែវ) Пум Канг Кнонг — Внутренняя деревня и (кхмер. ភូមិកងក្រៅ) Пум Канг Крау — Внешняя деревня. Во времена французского протектората на острове была построена сеть автомобильных дорог, которая к настоящему моменту полностью поглощена джунглями. О французском периоде правления напоминает лишь маяк, расположенный в южной оконечности острова.
Так же как и на Ронге, основной вид транспорт на острове — водный. Однако в отличие от своего соседа, очень узкая центральная часть острова позволяет добраться от побережья к побережью на телегах, запряженных буйволами. Ронгсанлем не подключен к центральной электросети, интернету. Основным средством связи на острове являются мобильные телефоны. Помимо деревень и туристических отелей, на острове расположена военная база Королевского военно-морского флота Камбоджи.

## Туризм
Туристический сектор на острове начал стремительно развиваться в 2014 году. Было построено более десятка отелей разной категории: от гестхаусов для бэкпэкеров до курортных отелей среднего класса. При этом основной вид построек — туристические бунгало. Основным местом прибытия туристов с «большой земли» является Бухта Сарацин. Оттуда можно добраться по воде до пляжей Ма-Пхэй Бай или по суше до западного побережья. Между Сиануквилем и соседними островами курсируют скоростные паромы.

## Природа
Непроходимые джунгли острова являются идеальной средой обитания для большого разнообразия эндемичных видов беспозвоночных. Позвоночные менее распространены. Земноводные и пресмыкающиеся наиболее многочисленно представлены в пресных водоемах острова. В реках и прудах представлено множество пресноводных рыб. На острове обитают туканы, зимородки и скопы. Также на острове обитают макаки и представители отряда грызунов. Прибрежные рифы являются домом для разнообразной морской фауны, в особенности морских коньков и голожаберных.